# Grupul Prolog
Grupul Prolog- este un grup de artiști români întemeiat în 1985, de pictorii Paul Gherasim, Constantin Flondor, Horea Paștina, Cristian Paraschiv și Mihai Sârbulescu. Grupul Prolog a debutat expozițional în 1985 cu Expoziția „Floarea de măr”, Galeria „Căminul Artei”, București.
În 2018, grupul Prolog este format din Constantin Flondor, Horea Paștina, Cristian Paraschiv, Mihai Sârbulescu și Ion Grigorescu

## Expozanți Prolog[1]
Alături de grupul Prolog au expus, de-a lungul ultimului deceniu, și alți artiști contemporani: Ioana Bătrânu, Ion Grigorescu, Horia Bernea, Mircea Tohătan, Sorin Dumitrescu, Vasile Varga, Florin Niculiu, Afane Teodoreanu, Matei Lăzărescu, Gheorghe Berindei, Dan Mohanu, Ion Nicodim, Ion Valentin Scărlătescu, Simion Crăciun, Ruxandra Grigorescu și Andrei Rosetti.

## Expoziții Prolog
- 1985, 1986, 1987, 1989, 1990 - Galeria „Căminul Artei”, București;
- 1991 - Galeria „Artexpo”, București, (în cadrul Expoziției „Filocalia”);
- 1992, 1996, 1997 - Galeria „Catacomba”, București;
- 1994 - Arte Fiera- „Seduzione della Differeza, Bologna
- 1994 - Institutul Român de Cultură și Cercetări Umaniste, Palazzo Correr, Veneția, Italia;
- 1994 - Muzeul de Artă Timișoara (în cadrul Expoziției „Orient- Occident”);
- 1995 - Expoziție Prolog organizată de Fundația Anastasia, Limasol, Cipru;
- 1996, 1999, 2002 - Galeria 28, Timișoara;
- 1999 - Sala Constantin Brâncuși (în cadrul Expoziției „Sacrul în artă”), București;
- 2000 - Galeria Ludovic, București;
- 2001, 2004 - Galeria Anticariat Curtea Veche, București;
- 2003, 2007 - Simpozion Prolog, Peintre a Bethonvilliers. Prologue et ses invites, Bethonvilliers
- 2004 - Muzeul de Artă Arad;
- 2006 - Expoziția „Prolog 20 de ani”, Muzeul de Artă, Alba-Iulia.
- 2008 - Cuptoare- Simpozion Prolog
- 2009 - Galeria Sub_Cărturești, București;
- 2010 - Galeria Zikkurat, Teatrului Național și Palatului Artelor din Budapesta
- 2010 - "Prolog – 25 de ani", Galeria Anticariat Curtea Veche, București
- 2012 - Prolog „Alb și flori de măr”, Galeria Anticariat Curtea Veche, București[2]
- 2013 - Prolog „Însemnări din Grecia”, Galeria Anticariat Curtea Veche București[3]
- 2015 - 90 x 30 Prolog, Galeria Romană București

## Despre Prolog
- Dumitru Stăniloae: Prolog înseamnă în limba greacă primul cuvânt, sau cuvânt de introducere. El deschide calea pentru înțelegerea lucrărilor prezentate(...). Orice pictură este o interpretare din partea unei persoane, a unei realități sau a alteia. Și această interpretare nu poate fi fără legătură cu înțelegerea întregii realități existente. Deci deschide înțelesurile indefinibile ale realității atât de armonizate, create de Dumnezeu, care totuși El însuși este adevăratul infinit al înțelegerii și creației.
- Așa cum prin toată realitatea accesibilă nouă se strevede Dumnezeu, creatorul ei, așa și printr-o pictură se vede Dumnezeu, Creatorul. S-ar putea spune astfel că fiecare pictură sau colecție de picturi este un început în pătrunderea puterii și gândirii creatoare a lui Dumnezeu cel infinit.

Căci nimic nu e fără Dumnezeu.
- Andrei Pleșu: Natura ca spațiu al așteptării - (...) De la o vreme, a apărut însă o exigență nouă, bine ilustrată de alcătuitorii expoziției Prolog: sunt artiști care refuză deopotrivă isteria căutării, ca și orgoliul găsirii prompte și spectaculoase. Artiști care învață să aștepte. În aparență așteptarea lor este sublimată de pasivitate: fiecare dintre ei acceptă să arboreze o cumințenie vecină cu impresionalul; toți coboară glasul pentru a se intergra unei atitudini colective, unificatoare. În sfârșit, fiecare încearcă să suprime „artistul” din el, reducându-l la exercițiul privirii smerite și al competenței meșteșugărești. Dacă la atât s-ar mărginii performanța lor, ea încă ar avea un sens, ca o igienică și recuperatoare oprire pe loc, din alergarea- uneori fără țintă- a veacului.
- Dar nu e vorba numai despre asta. Căci, asumată în chip lucid și responsabil, așteptarea e sarea însăși a vieții spiritului. În adânc, ea este și căutare și găsire.Ea e orientare către, presentiment activ a ceea ce urmează a fi dobândit(...).
- Pentru artiștii expoziției Prolog, adevărul e altul: aspectul unui lucru, vederea lui de aproape, e o condiție suficientă a înțelegerii lui. Aspectul lucrului e expresia cea mai firească- și prea iute uitată de prospectori- a prezenței lui, a felului lui de a fi. În vecinătatea aspectului, așteptarea e întotdeauna bine plasată. Așteptarea- a ce, dacă nu a sensului ultim, a Logosului. Iar expozițiile Prolog (pro-logos- înainte de logos) nu sunt nici ele altceva decât anticipări ale Logosului, întâlniru în natură, ale unui grup de artiști care, dincolo de fascinația strictei dexterități și a ingeniozității goale, preferă să aștepte răsăritul întremător al unei convingeri.[5]
- Ioan Alexandru - Logosul florii de măr:De floare-i dat să se atingă numai vântul, ruahul, zumzetul albinei și neprihănirea zborului fluturelui: împărtășirea din mireasmă, ea, ofranda dintâi între rădăcină și fruct, se dăruie fără să părăsească lacrima de diamant ce o susține pe lemnul suferinței. Jertfa în floarea vârstei ce nu părăsește lemnul întoarsă pe ramurile sale până redevine paradisiac din putere-n agonie prelinsă a coastei altoi străpunsă.
- Mărul de pe creangă ajuns creanga mâinii mele, săvârșită ruptură; floarea, acea stare a dăruirii ce nu părăsește rădăcinile iar frângerea ei împărtășire cu mir pe frunțile mirilor, pruncilor și-n zarea somnului de o clipă pe golul mormântului.
- Pe crucea lemnului se desfoliază în primăveri pornită din adâncurile chenozei, avânt luându-și din racla de aur de sub jilțul îndurărilor, din trunchiul toiagului desfrunzit sub vuietul slavei cherubilor când irup în miez de iarnă deasupra chibotului din Casa Painii doxologiile mlădiței învlăstărinde pe cele șapte limbi de foc daruri ale Domnului odihnind peste leagănul pruncului.
- Caliciul florii destul să susțină bolțile grele de aurul împărăției desfoliate.
- Sub măr te-am deșteptat răsună din Cântarea Cântărilor; cum e mărul între copaci așa este iubitul meu între fii.
- Singurul fruct găsit echivalent Logosului Dabar - al Cuvântului: mere de aur cuvântul în Pareimii 25, 11. Iar mireasma respirației iubitei simbol al basileiei în același imn al iubirii puternică precum moartea, asemuită miresmei florii de mări (7, 9).
- Mărul putea fi în vechime piatră de hotar între două seminții, între două grădini de meri începeau neamurile să-și hotărnicească viețuirea. Mărul melon- malum etimologic în indoeuropene a dat și oaia mielul: mărul și mielul simboale paradisiace ale jertfei Logosului.
- Odihna sub coroana mireasmei mărului a miresei, mireasma respirației ei, suflul spiritul viața ei- pomul vieții.
- Carnația florii de măr, frăgezimea florală a ofrandei mielului jertfit doxologând în grădini mireasma Logosului întrupat în istorie.[6]